# Tyvek

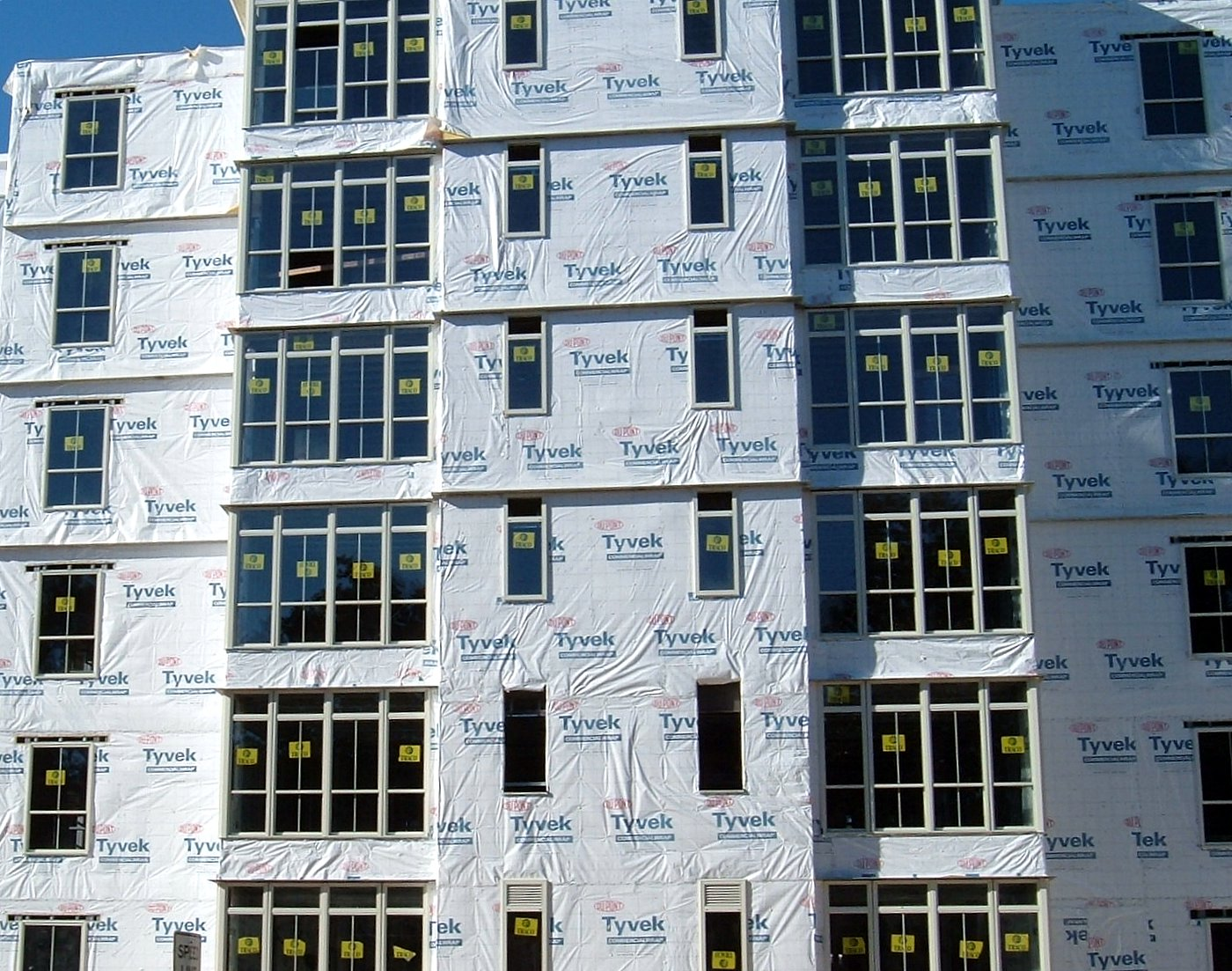
Tyvek als vochtwerend en isolerend materiaal voor gebouwen

Tyvek is een synthetisch materiaal dat bestaat uit vezels van HDPE (hoge-dichtheid-polyetheen).
Het materiaal werd door het bedrijf DuPont ontwikkeld en als handelsmerk geregistreerd. Het bestaat uit willekeurig georiënteerde en thermisch gefixeerde vezels van zuivere HDPE. Tyvek lijkt op papier en is gewoon te beschrijven en bedrukken, maar scheurt niet en is vloeistofdicht en waterdampdoorlatend. Het materiaal is knipbaar en snijdbaar. Tyvek wordt toegepast als papiervervanger bij onder andere hedendaagse, waterbestendige planafdruk, enveloppen en polsbandjes voor popfestivals, plantlabels, als basismateriaal voor wegwerpoveralls ("witte pakken") en als bekleding van afscherming en isolatiemateriaal voor gebouwen. Moderne drukkerijen bieden quasi alle drukwerk aan op dit weers- en verouderingsbestendige product.
Tyvek wordt ook gebruikt in medische verpakkingen. Het wordt dan voorzien van een coating die ervoor zorgt dat het hecht aan het andere materiaal. Dit kunnen zowel blisters (doordrukstrips) zijn, als ook andere folies of films. De coating gaat pas werken als die verhit wordt. De materialen worden dus aan elkaar gelast.